# Broer Jansz

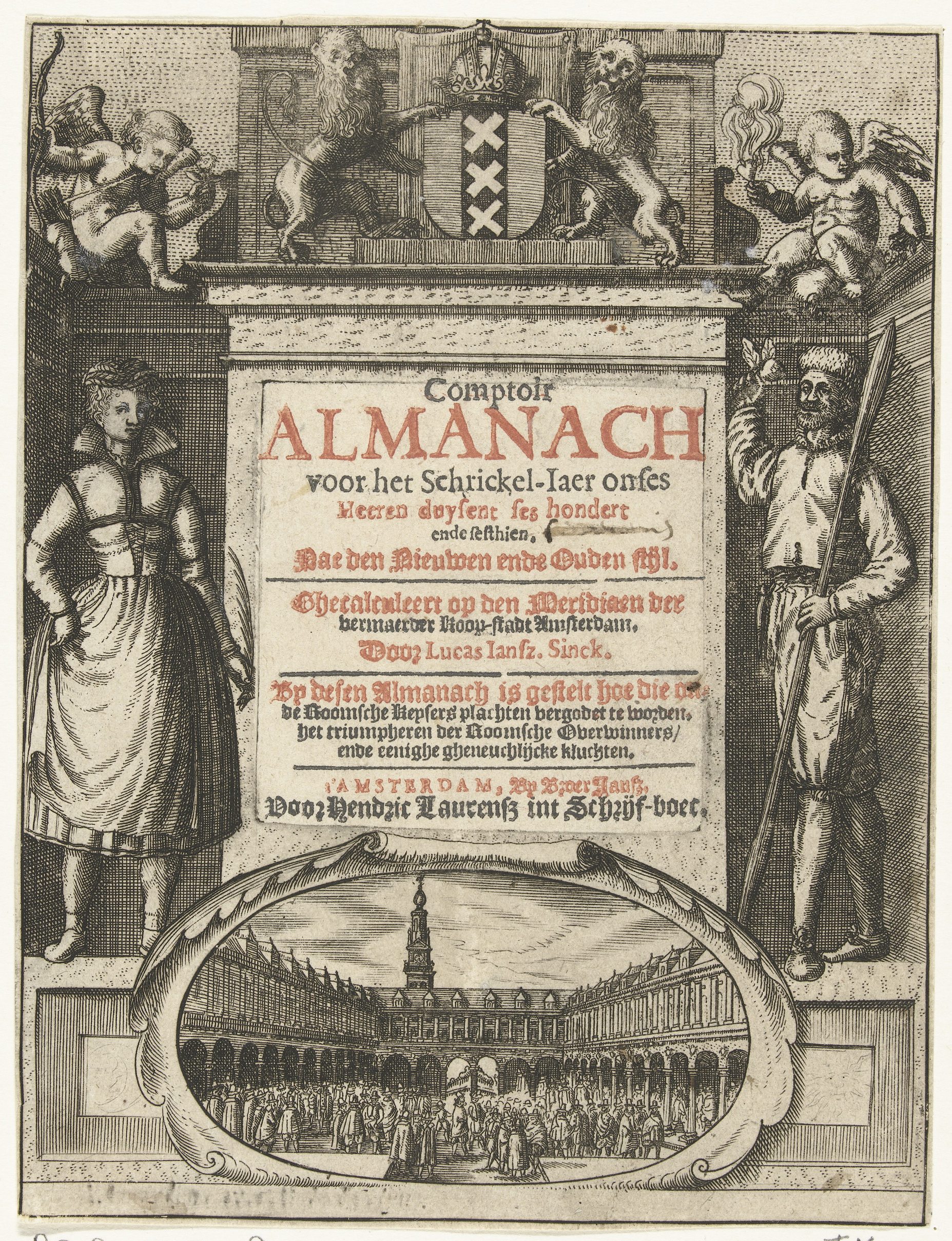
Comptoir-almanach voor het Schrickel-Iaer [...], 1616.

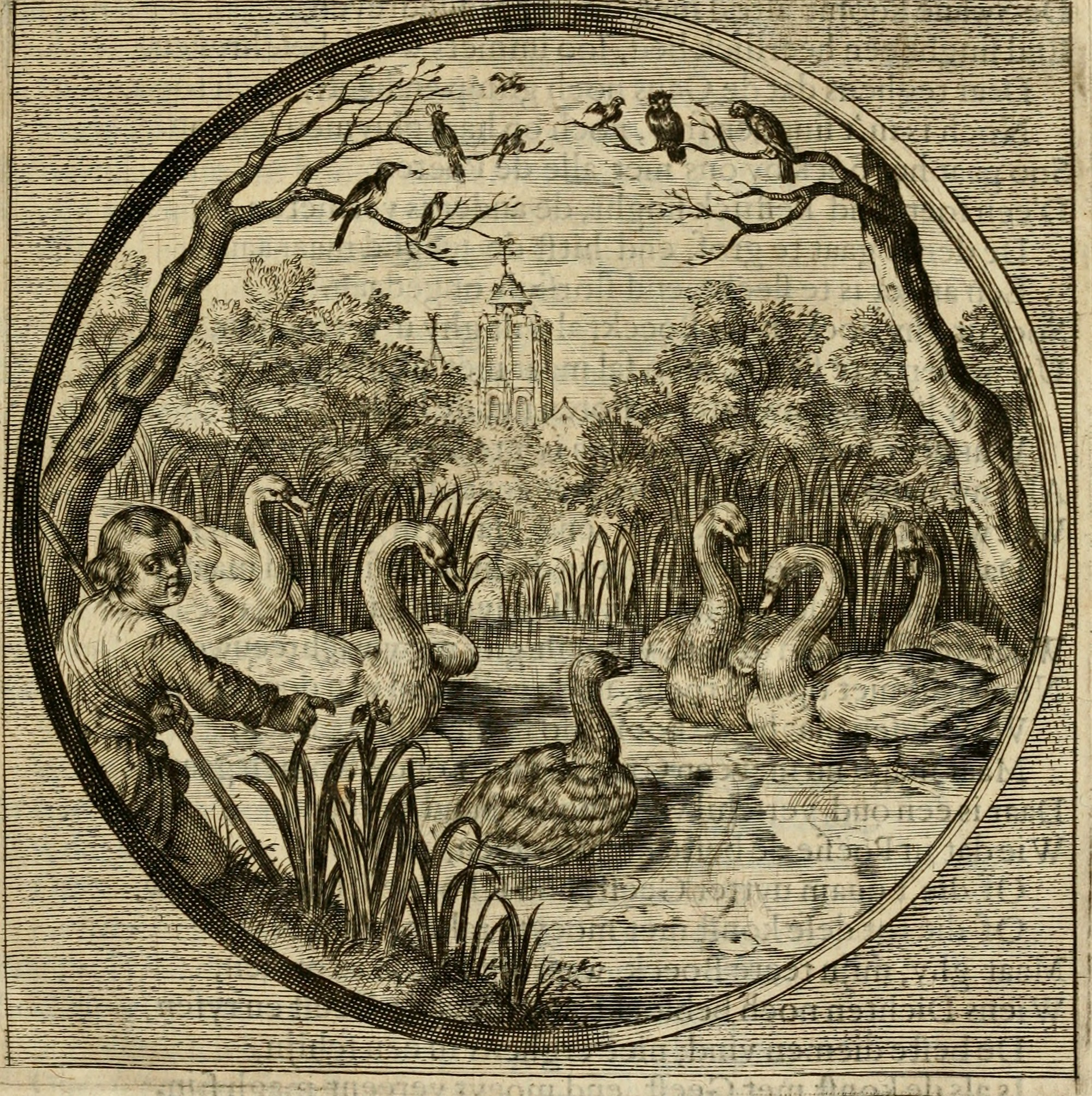
Nederduytsche poëmata, 1635.

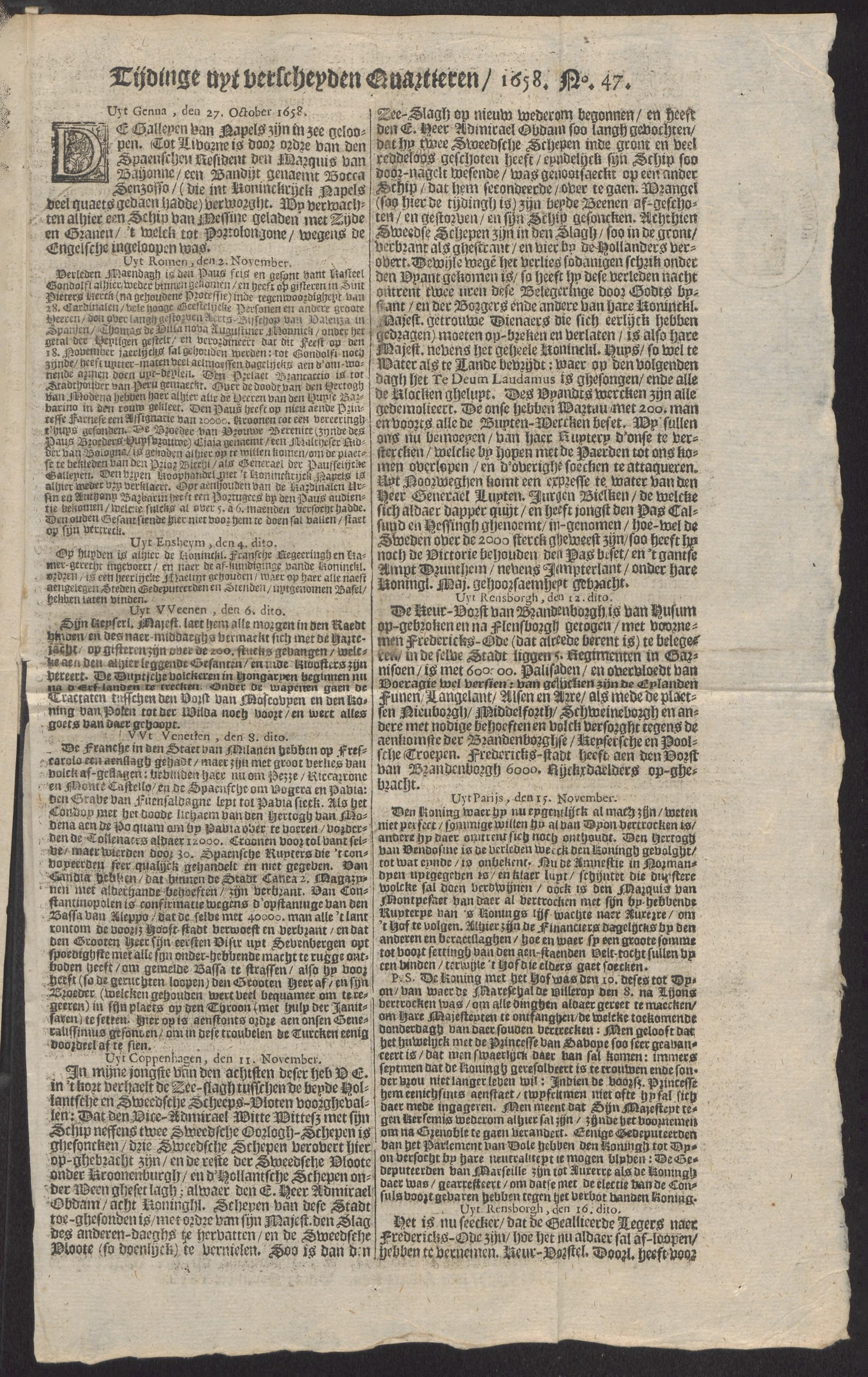
Tijdinghe uyt verscheyde quartieren, 23 november 1658.

Broer Jansz (1579 - Amsterdam, begraven 21 oktober 1652) was courantier (journalist) en boekdrukker. Hij was werkzaam in Amsterdam van 1603 tot 1652.

## Leven en werk
De eerste keer dat zijn naam in een officieel document genoemd werd is in zijn huwelijksakte. Dat wil zeggen, als hij dezelfde persoon is die werkzaam was als letterzetter in Leiden op 15 december 1599. Zijn eerste bekende drukwerk komt uit Amsterdam en is gedateerd uit 1603. Hij was toen gevestigd in de Langestraat net buiten de Korstgenspoort. In 1604 verschenen er couranten die voor hem werden gedrukt en werd voor het eerst vermeld dat hij courantier was in het leger van de prins. In 1619 noemde hij zich in een pamflet over de terechtstelling van Johan van Oldenbarnevelt ‘oud-courantier’ en heeft hij zich waarschijnlijk definitief als drukker/uitgever gevestigd. Vanaf 1619 verscheen zijn Tĳdinghe uyt verscheyde quartieren (1619-1671). In dit weekblad werd in 1626 de eerste krantenadvertentie uit de Nederlandse geschiedenis gedrukt. Rond 1635 drukte hij Reynaert de Vos, een seer ghenoechlijcke ende vermakelijcke historie. In 1652 werd hij als stadsdrukker van Amsterdam opgevolgd. Er wordt van uitgegaan dat de reden van die opvolging zijn overlijden was. Er zijn zo’n driehonderd uitgaven van zijn hand bekend.